# Voiture Express Nord
Les voitures Express Nord sont des voitures de chemin de fer métalliques à bogies et portières latérales de la Compagnie du Nord, dont la caisse et les fenêtres présentent un galbe caractéristique. Elles sont par la suite utilisées par la SNCF jusqu'en 1980.
Quelques voitures ont également été affectées à la Compagnie du Nord - Belge et ont été reprises par la SNCB lors de la nationalisation de cette dernière, où elles seront référencées sous la dénomination de « type N ».

## Caractéristiques

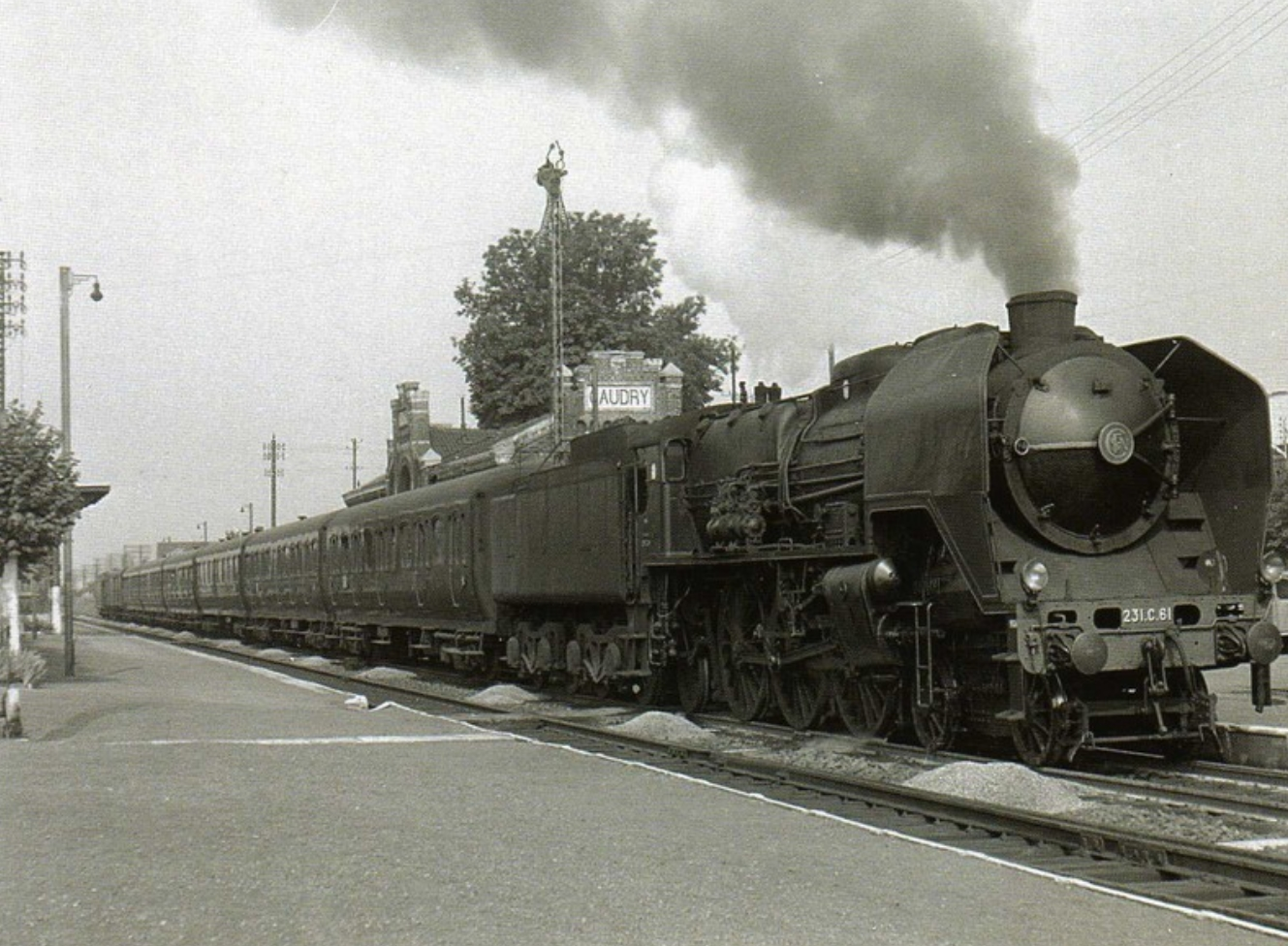
Train de voyageurs comportant six voitures Express Nord.

Les voitures Express Nord dérivent des prototypes connus sous le nom de « rame 1923 » présentés à l’Exposition internationale des Arts Décoratifs et industriels modernes de Paris en 1925. C'est Dohen, chef d’Études aux Ateliers d’Hellemmes, qui est chargé d’adapter les plans de la « Rame 23 » pour la construction en série. Les modifications sont nombreuses : suppression d'une porte sur deux (une porte donne alors accès à l’équivalent de deux ou trois compartiments, soit cinq portières par face), marchepied unique remplacé par un marchepied par portière et abandon du couloir latéral au profit d’un couloir central.
La construction de ces voitures s’inspire de la Rame 23 mais avec plus de légèreté. En effet, Dohen collabore avec l'ingénieur Marc de Caso, alors inspecteur divisionnaire aux études de machines. Ce dernier transmet à Dohen ses plans de voitures Rapide Nord. Comme ces dernières, les Express Nord sont des voitures métalliques réalisées en tôles d'acier épaisses soudées et pliées en emboutissage selon une technique utilisée en construction navale. Elles répondent à une attente de solidité et de sécurité, à une époque où les caisses en bois étaient fréquentes, et disposent toutes d'une intercirculation par soufflets sauf au niveau du fourgon. 
Caractéristiques communes :
- Longueur : 20,850 m
- Hauteur : 4,000 m
- Masse : environ 48 t
- Vitesse : 120 puis 140 km/h
- Type : à bogies, métalliques à tôles épaisses soudées.
- Année de construction : 1928-1936
- Effectif maximal : 290
- Service assurée : trains express puis trains omnibus en fin de carrière
- Retrait du service : 1980 pour les dernières
- Intercirculation : par soufflet
- Chauffage : Vapeur et électrique par radiateurs
- Éclairage : électrique
- Bogies : Y2 Nord
- Ø des essieux : 920 mm
- Entraxe des bogies : 14,000 m
- Empattement du bogie : 2,500 m
- Rayon minimum :
- Freinage : Triple-valve à l’origine, modifié en distributeur
- Conduite : Conduite générale uniquement.

Les voitures Express ont été construites entre 1928 et 1936, selon deux architectures différentes :
- les voitures de classe supérieure
Ce sont des voitures à couloir latéral. Les premières classes sont équipées de compartiments, remplacés en deuxième classe par des espaces ouverts de 2 fois 4 places (banquettes de 4 places en vis-à-vis). Ces voitures disposent de 3 plateformes d'accès, deux d'extrémité et une centrale. Le cabinet de toilettes est situé à proximité de la plate-forme centrale du côté des 3 compartiments ; sur les voitures mixtes on le retrouve côté A avec un second cabinet de toilettes en milieu de zone B. Les diagrammes sont les suivants :
  -   10 A7yfi, transformées en A3B4t en ? avec boquettes de 2*4 places en deuxième classe desservies par couloir latéral,
  -     8 A3B4yfi > A3B4t (dont 4 pour le Nord-Belge) de même disposition mais avec un cabinet de toilettes supplémentaire au milieu de la zone B.

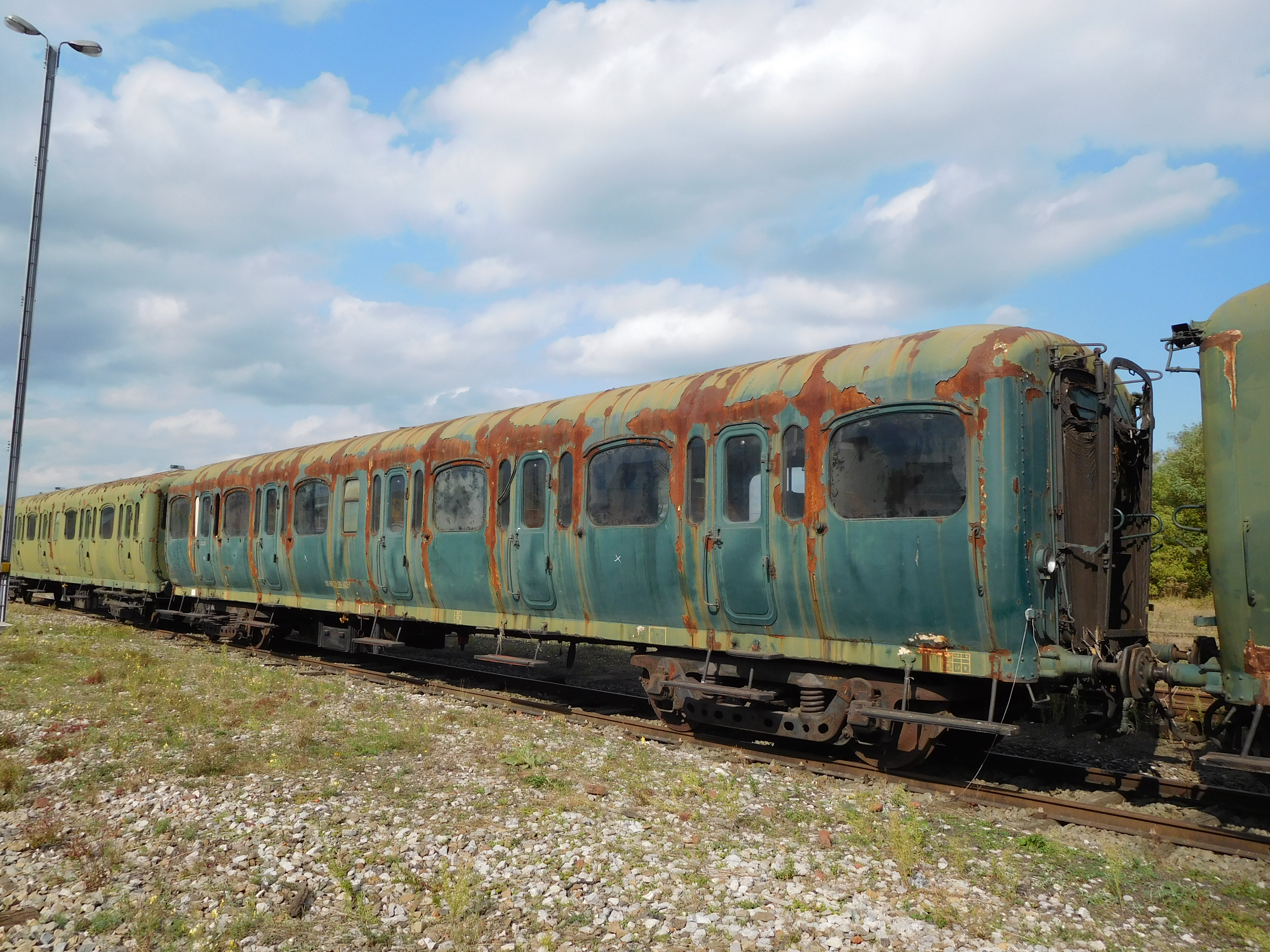
Voitures Express C11 et B9 de l'ancienne Compagnie du Nord - Belge, en attente de restauration.

- les voitures de classe B ou C
Directement dérivées des prototypes de 1923, ce sont des voitures à allée centrale et portières latérales. Il y a une portière toutes les deux cellules (groupe de 2 banquettes à 2 places en vis-à-vis). En deuxième classe ces cellules sont des boquettes séparées dos à dos par des cloisons alors qu'en troisième classe le cloisonnement regroupe de 1 à 3 cellules par côté (une à chaque extrémité). Les cellules sans portières reçoivent une baie unique au lieu des trois petites baies de la « rame 1923 ». Autre différence, le marchepied unique cède la place à plusieurs marchepieds, un par portière. Les toilettes sont en position centrale sauf sur les semi-fourgon, où elles sont en bout de caisse. On distingue les diagrammes suivants :
  -   10 B9yfi > B9t (plus 3 pour le Nord-Belge), 1928, deuxième classe (5 portières par face),
  - 245 C11yi > B11tz (plus 6 pour le Nord-Belge), 1928, 88 places de troisième classe (5 portières par face), devenues B11tz avec portières centrales condamnées,
  -     8 B4Dyi, 1929 (2 portières côté voyageurs, 3 portières côté fourgon), initialement avec vigie,
  -   13 C5Dyi > B5Dtd, 1929, 40 places (3 portières côté voyageurs, 3 portières côté fourgon), devenues B5Dt,
  - 5 C7Dt (toutes pour le Nord Belge).

N.B. Les C deviennent des B avec l'abandon de la 3e classe : en 1952 à la SNCB et 1956 à la SNCF. La SNCB déclassera aussi les compartiments de première classe en compartiments de seconde mais ne condamnera pas les portes centrales et ne remplacera jamais les banquettes en bois.
L'écart entre le nombre de voitures de 3e classe et celui des voitures de classes supérieures s'explique. En effet, les trains Express de la Compagnie du Nord s'adressent à une clientèle de proximité tandis que les Rapides s'adressent à la clientèle aisée. Jusqu'en 1937, les Express à long parcours comportaient des voitures Rapide Nord de 1re et 2e classe et des voitures d'Express de 3e classe. 
En 1957 une C11yi a été transformée en B9tz « coach » (disposition en deux salles ; 72 places assises ; 4 places de front, siège en moleskine). Les faces ont été reconstruites à la manière d'une A7 mais avec seulement 2 plates-formes d’accès. Cette initiative resta sans lendemain.

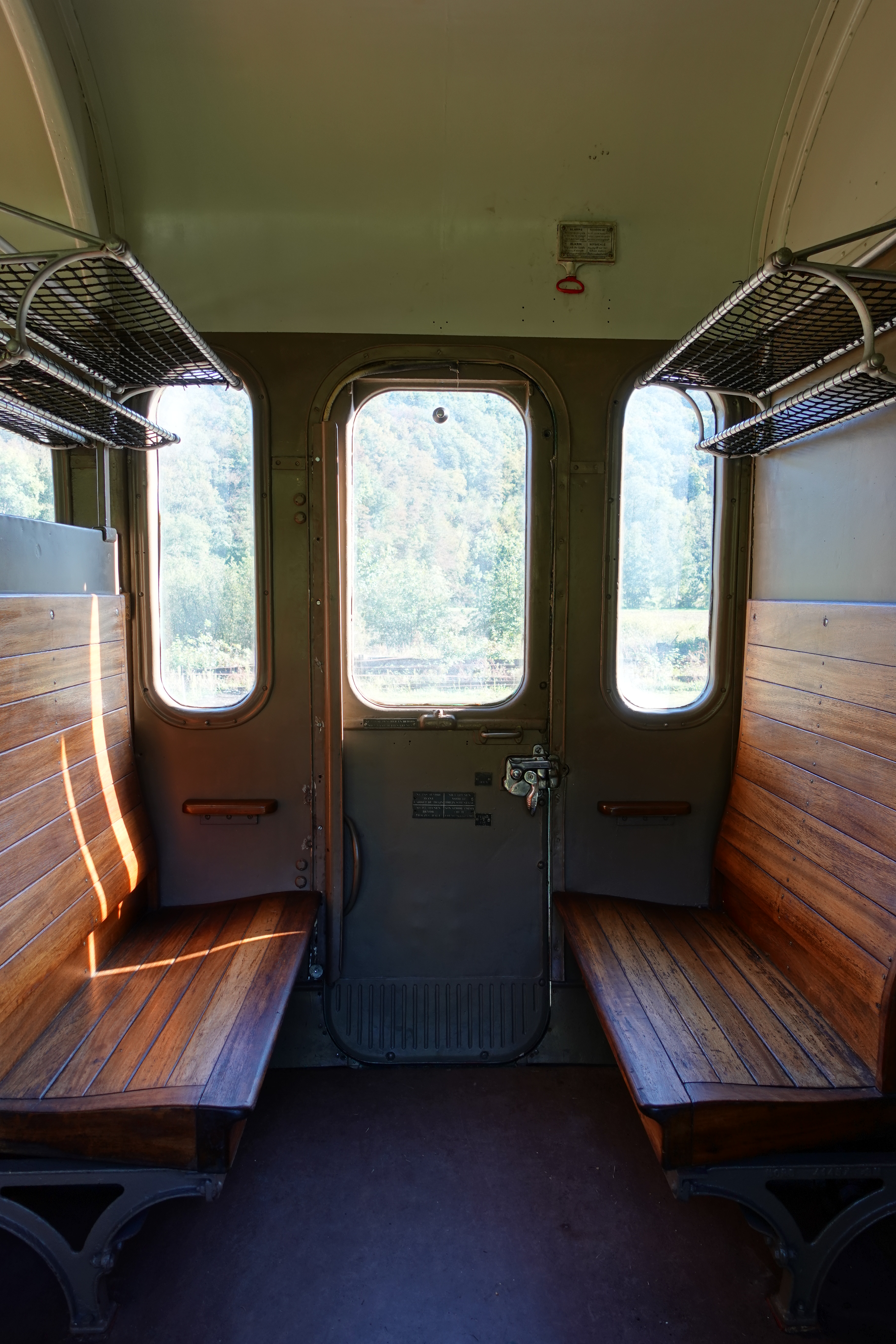
Compartiment de troisième classe (en Belgique).
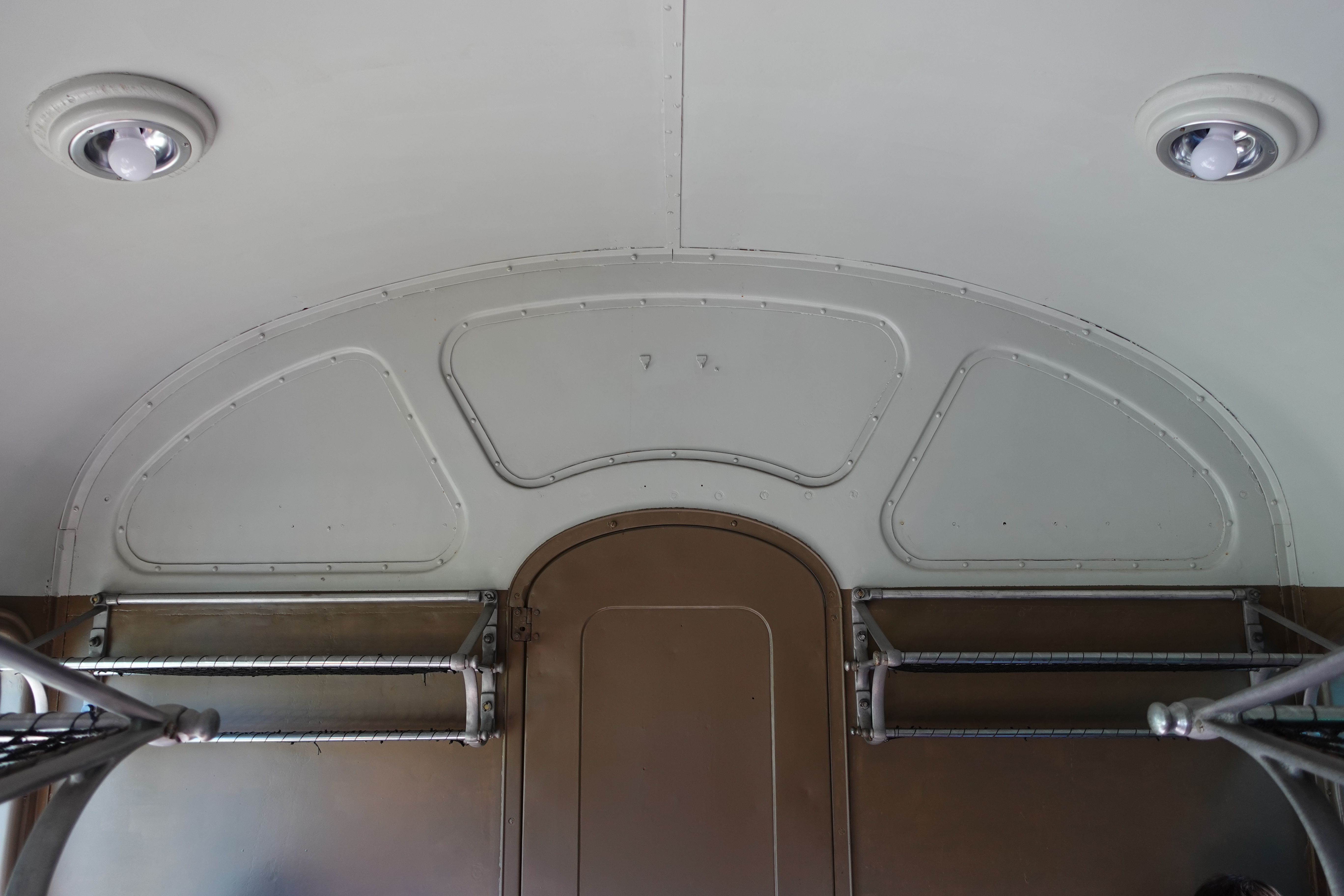
Cloison métallique et appliques.
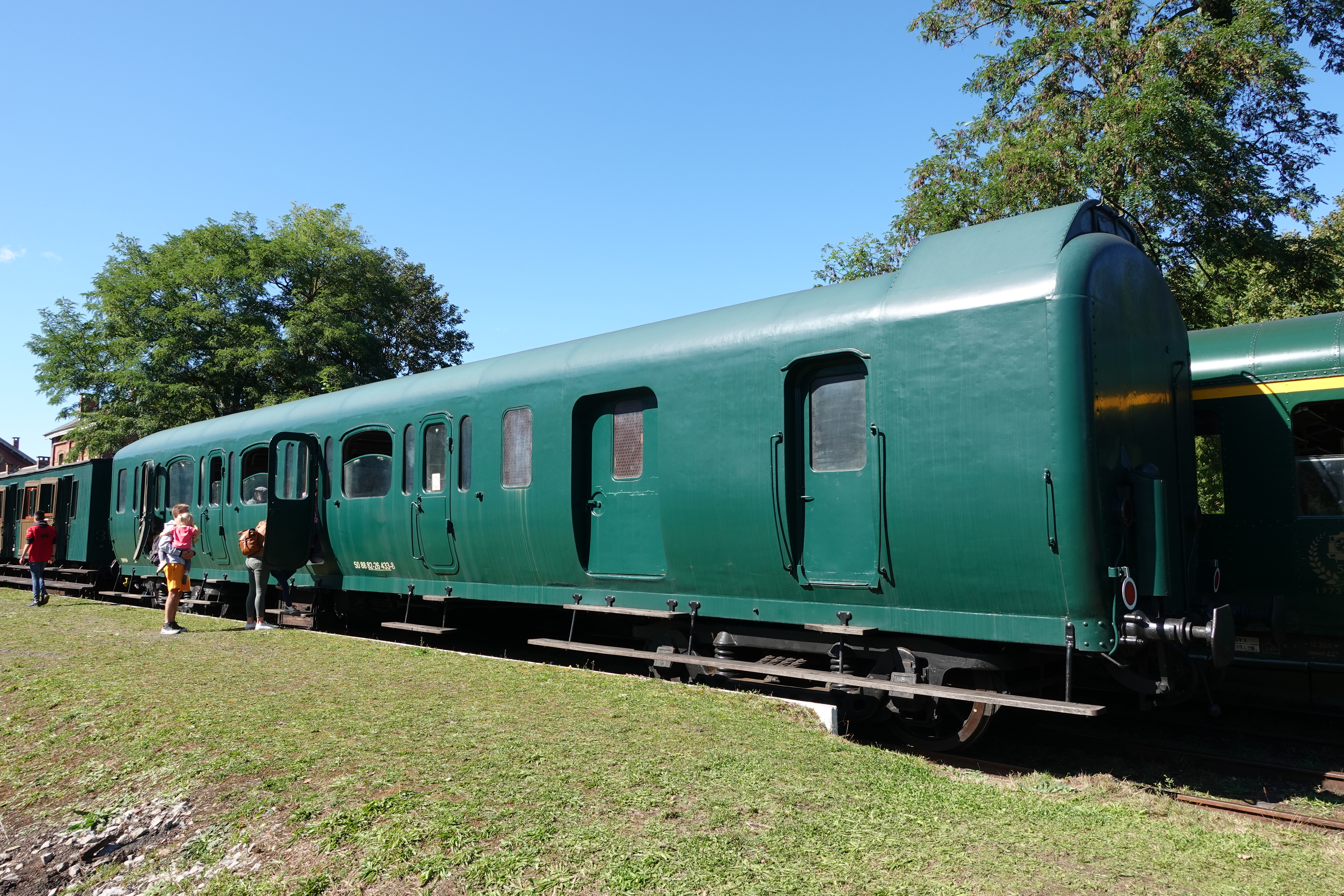
Voiture de 3e classe avec compartiment à bagages ex-Nord-Belge. À noter la vigie et l'absence d'intercirculation.

## Utilisation

### En France
Les voitures Express Nord ont roulé soit en rames homogènes, soit en rames mixtes Rapides + Express Nord. Si ces deux configurations étaient les plus fréquentes, on a pu aussi les trouver dans des convois, mixées à des USI ou même des Romilly.
Leur retrait, initié des années 1970, s'est achevé en 1980.

### En Belgique
Les 18 exemplaires construits pour la Compagnie du Nord - Belge ont d'abord roulé sur les relations grandes lignes entre la France et Liège (à l'occasion de l'exposition internationale de 1930). À la suite de la reprise de la Compagnie du Nord - Belge (et de son matériel) par la SNCB en 1940, elles restèrent en Belgique et furent exploitées en pool avec les voitures L jusqu'à leur radiation au début des années 1980. Les ex-voitures de 3e classe ont conservé leurs banquettes en bois jusqu’à leur radiation.

### Préservation
Le Chemin de fer touristique du Vermandois possède 6 exemplaires : une A3B4t, deux B9tz dont le prototype coach, deux BB11tz et une B5Dt, que l'on peut voir tractées par la 140 C 314. Ces voitures, sauf le prototype coach, sont classées au titre des monuments historiques depuis le 10 février 1988.
Le Train à vapeur thouarsais possède 4 B11tz.
Le Train à Vapeur en Limousin (CFTLP) possède 2 B11tz.
Une B11tz ayant appartenu à l'ASERMITA se trouve à La Mine, musée du carreau Wendel.
En Belgique, la SNCB en a conservé plusieurs exemplaires. Certaines ont été mises à la ferraille dans les années 2000 sauf trois exemplaires en assez mauvais état (une B9, une C11 et une C7D) qui sont désormais en cours de restauration sur le Chemin de fer à vapeur des Trois Vallées. Une C11, préservée par le Chemin de fer à vapeur Termonde - Puers a finalement été démolie. Un autre exemplaire (une A3B4) a été reconverti en gaufrerie au terminus du railbike de Kalterherberg sur l'ex Vennbahn.

## Modélisme
À l'échelle HO, les voitures Express Nord ont jadis été fabriquées par la firme française RMA. Elles sont proposées par la firme belge LS Models depuis 2018 
À l'échelle 0, l'artisan français CMPM les proposait en kit à monter.